# Strijd om Hechtel
De Strijd om Hechtel vond in september 1944 plaats tussen Duitse elitetroepen en geallieerde Welsh Guards in het dorp Hechtel in Belgisch Limburg. Het ging om een eerste vorm van georganiseerde Duitse tegenstand na de doorbraak in Normandië. Tijdens de hevige gevechten, die één week duurden, werd het centrum van Hechtel nagenoeg volledig verwoest. Er vielen enkele honderden slachtoffers, onder hen ook burgers. De slag wordt elk jaar op de tweede zondag van september in Hechtel herdacht.

## Verloop van de strijd
Op 6 september 1944 slaagden Duitse achterhoedetroepen van de Wehrmacht erin om met enkele strategisch geplaatste kanonnen de geallieerde opmars van Hasselt richting Nederland aan het verkeersknooppunt van Hechtel te vertragen. Speciaal uit Duitsland aangevoerde Fallschirmjäger nestelden zich in Hechtel. Het kwam tot huis-aan-huis-gevechten.
De strijd spitste zich toe nadat geallieerde Irish Guards op 10 september een omsingelende beweging in noordoostelijke richting via Eksel en Overpelt maakten. Zij slaagden erin vanaf fabrieksterreinen in Overpelt brug nummer 9 in het aangrenzende Lommel in handen te krijgen, wat een Duitse aftocht in noordelijke richting onmogelijk maakte.
De Duitse para's in Hechtel werden omsingeld. Op 12 september gaven zij zich over. Een aantal van hen kon doorbreken in oostelijke richting via Peer naar het 15 km verderop gelegen Lozen, waar ze zich achter het kanaal opnieuw formeerden. In de volgende maanden namen ze deel aan de slag om de Peel.
De zeven dagen lange strijd kostte het leven aan ruim negentig Britse en ongeveer 150 tot 300 Duitse soldaten. Zesendertig inwoners van Hechtel kwamen om. De meesten van hen werden door de Duitsers zonder enige reden of proces gefusilleerd.  
De Duitsers die in Hechtel sneuvelden werden een aantal dagen later ter plaatse in massagraven gelegd, maar daarna herbegraven op het nabije Duitse soldatenkerkhof in Lommel.

## Duits bevel
Het bevel om de geallieerde troepen met een tegenaanval op te houden kwam van Generalfeldmarschall Keitel van het Duitse opperbevel. Onder het codewoord "Herbststurm" (herfststorm) gaf hij de Fallschirmjäger opdracht om de geallieerde opmars zo mogelijk al aan het zuidwestelijker gelegen Albertkanaal tot staan te brengen.

De geallieerden waren echter bij Beringen al over het kanaal gekomen. Daardoor werd Hechtel, op ruim 50 km van de Duitse grens, de plaats van de confrontatie.

## Tanks

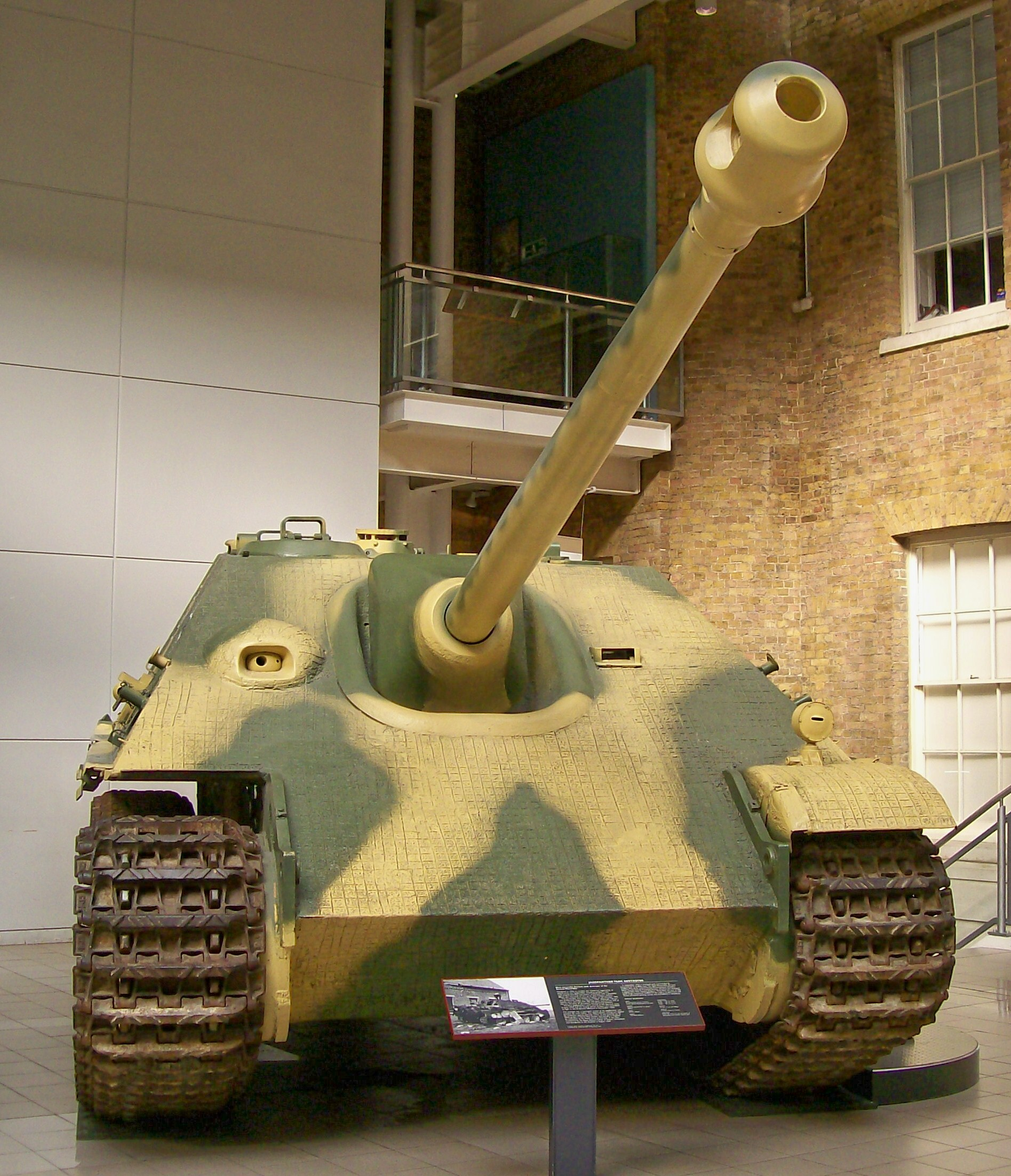
Een Duitse Jagdpanther

In Hechtel herinnert het Tankmonument met een Shermantank aan de Slag om Hechtel. Een zeldzaam exemplaar van de reusachtige Duitse Jagdpanther tankjager werd in Hechtel door de Britten stukgeschoten. Hij staat anno 2008 gerestaureerd in het Imperial War Museum in Londen.